# Otocinclus flexilis
Otocinclus flexilis es una especie de peces de la familia Loricariidae en el orden de los Siluriformes.

## Morfología
Los machos pueden llegar alcanzar los 5,5 cm de longitud total.

## Distribución geográfica
Se encuentran en Sudamérica: cuencas de los ríos  Paraná,  Paraguay,  Uruguay y  La Plata, y ríos costeros del sudeste de Brasil.